# Thomas Creswick
Pour les articles homonymes, voir Creswick (homonymie).
Thomas Creswick (né à Sheffield le 5 février 1811 et mort à Londres le 28 décembre 1869) est un paysagiste et illustrateur britannique de l'ère victorienne. Membre de la Royal Academy of Arts, il est l'un des membres les plus connus de l'École des paysagistes de Birmingham. 

## Biographie
Thomas Creswick, né en 1811 à Sheffield (à l'époque dans le comté de Derbyshire), est le fils de Thomas Creswick et de Mary Epworth. Il fait ses études à Hazelwood, près de Birmingham.
À Birmingham, où il est l'un des élèves de Vincent Barber, il commence à peindre. Sa première apparition en tant qu'exposant remonte à 1827, à la Society of British Artists à Londres ; l'année suivante, il envoie à la Royal Academy of Arts les deux tableaux nommés Llyn Gwynant, Morning et Carnarvon Castle. À peu près à la même époque, il s'installe à Londres. En 1836, il acquiert une maison à Bayswater. Il attire bientôt une certaine attention en tant que peintre paysagiste et il commence une carrière au succès uniforme et encourageant, bien que peu remarquable. En 1842, il est élu associé et en 1850 membre à part entière de la Royal Academy of Arts, qui, plusieurs années avant sa mort, ne comptait pratiquement aucun autre membre à part entière représentant cette branche de l'art.
Creswick est travailleur et extrêmement prolifique : il réalise, outre une production constante de peintures, de nombreuses illustrations de livres. En 1869, il meurt dans sa maison de Bayswater, Linden Grove, après quelques années de santé déclinante.

## Réception critique
Dans sa première pratique, il a donné l'exemple, alors bien nécessaire, d'une étude assidue de la nature à l'extérieur, peignant sur place toute la partie substantielle de plusieurs de ses tableaux. On peut dire que les rivières anglaises et galloises ont constitué ses sujets favoris, et généralement les paysages ruraux britanniques, principalement sous leurs aspects gais, calmes et agréables, en plein jour. Il a rendu ces éléments avec une habileté élégante et égale, une couleur plutôt grise, surtout dans ses dernières années, et une réussite technique supérieure à la moyenne. Ses œuvres, peu exaltantes, conservent, dans la plupart des conditions du goût du public, leur pouvoir d'attraction.
Gustave Vapereau remarque que si l'art de Creswick est fort goûté en Angleterre, il n'a pas été récompensé à l'Exposition universelle de Paris de 1855 où il avait envoyé trois tableaux. Le critique ajoutant qu'il excelle dans le genre pittoresque, quoiqu'on lui reproche des effets exagérés, des perspectives à vol d'oiseau et des plans détachés comme des coulisses de théâtre. 
Pour sa part, le critique d'art John Ruskin estime que le grand art est « l'expression de l'esprit des grands hommes » et qu'il fallait un grand peintre pour capturer le véritable caractère de la nature. Il est donc tout à fait approprié que certains des plus beaux paysages du XIXe siècle aient été réalisés par Thomas Creswick, un homme du Yorkshire robuste et affable, doté d'un esprit honnête et d'une attitude amicale. Il s'échappait souvent vers le nord du Pays de Galles et en Irlande à la recherche de vues accidentées et de ruisseaux ruraux. Son approche directe, ses observations minutieuses et son désir de peindre ce qu'il a vu ont donné naissance à certaines des plus belles œuvres de son époque.

## Œuvres

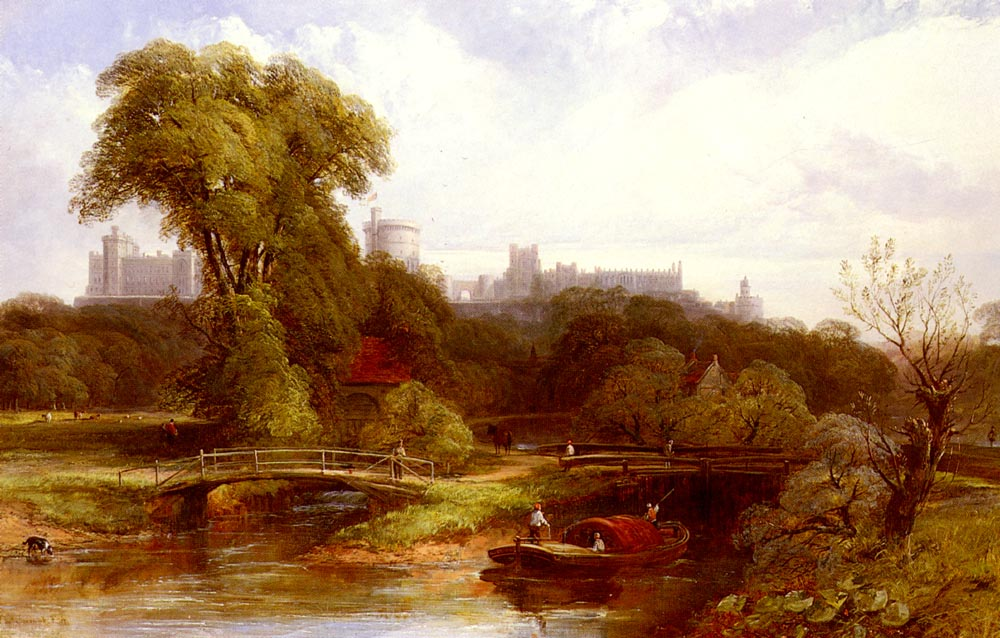
Une vue du château de Windsor.

De son vivant, Thomas Creswick expose 266 œuvres, parmi lesquelles : England (1847), Home by the Sands and a Squally Day (1848), Passing Showers (1849), The Wind on Shore, A First Glimpse of the Sea et Old Trees (1850), A Mountain Lake, Moonrise (1852), Changeable Weather (1865), ainsi que des sujets gallois, écossais et irlandais et des figures animalières. 
L'œuvre de Creswick apparaît dans de nombreuses collections britanniques, comme le Bolton Museum, les Musées de Glasgow, le Bristol City Museum & Art Gallery, le Derby Museum and Art Gallery, le Musée national de Cardiff, le Fitzwilliam Museum et aux États-Unis au Yale Center for British Art, ainsi qu'en Australie à Melbourne au Musée national du Victoria,.

## Galerie

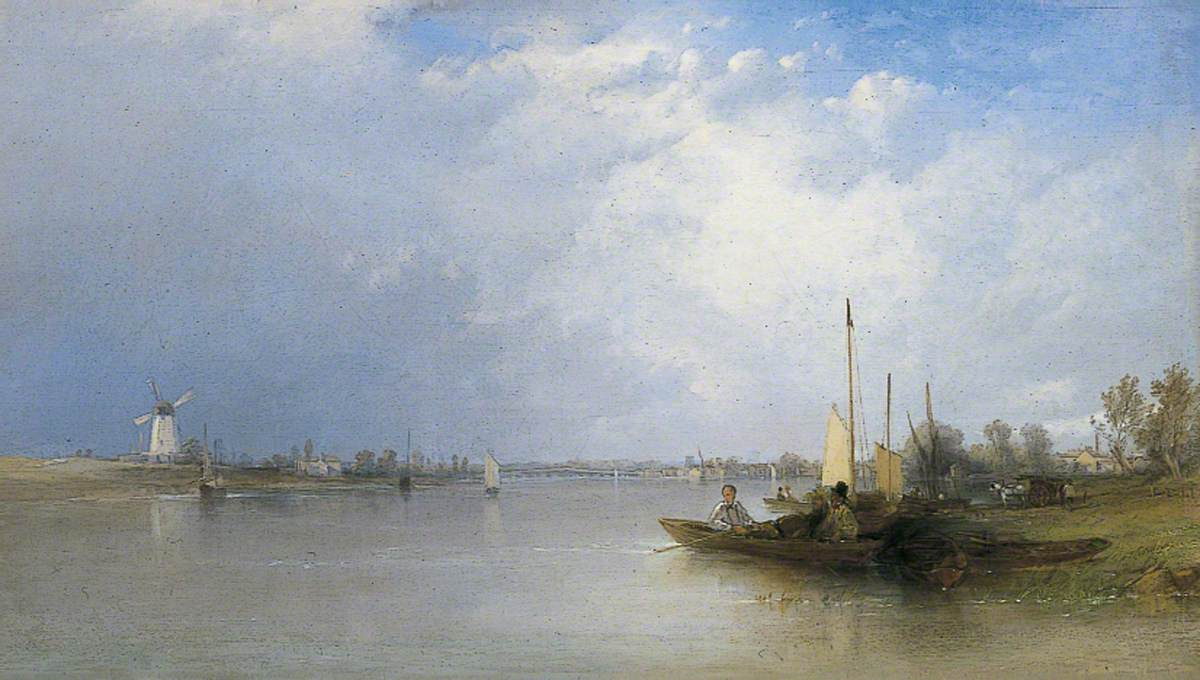
Vue de la Tamise à Battersea (1834) (Birmingham Museums Trust).
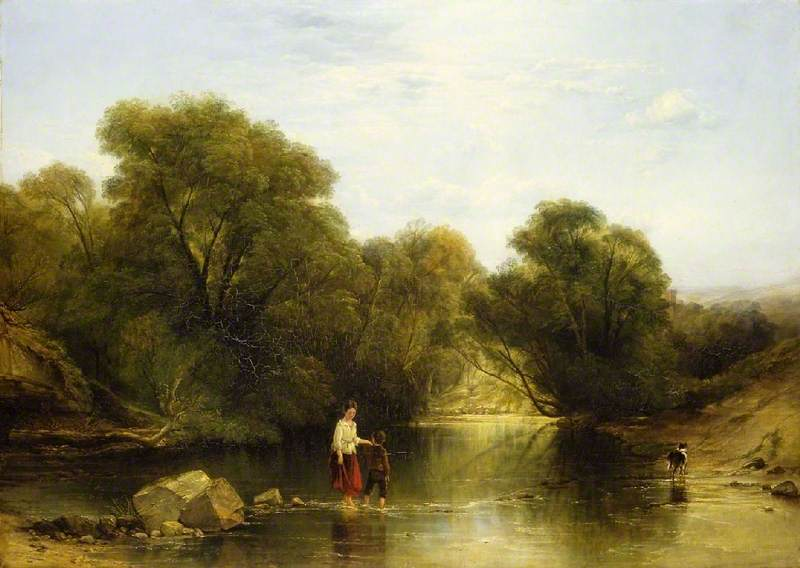
En traversant le courant (1849) (Fitzwilliam Museum).
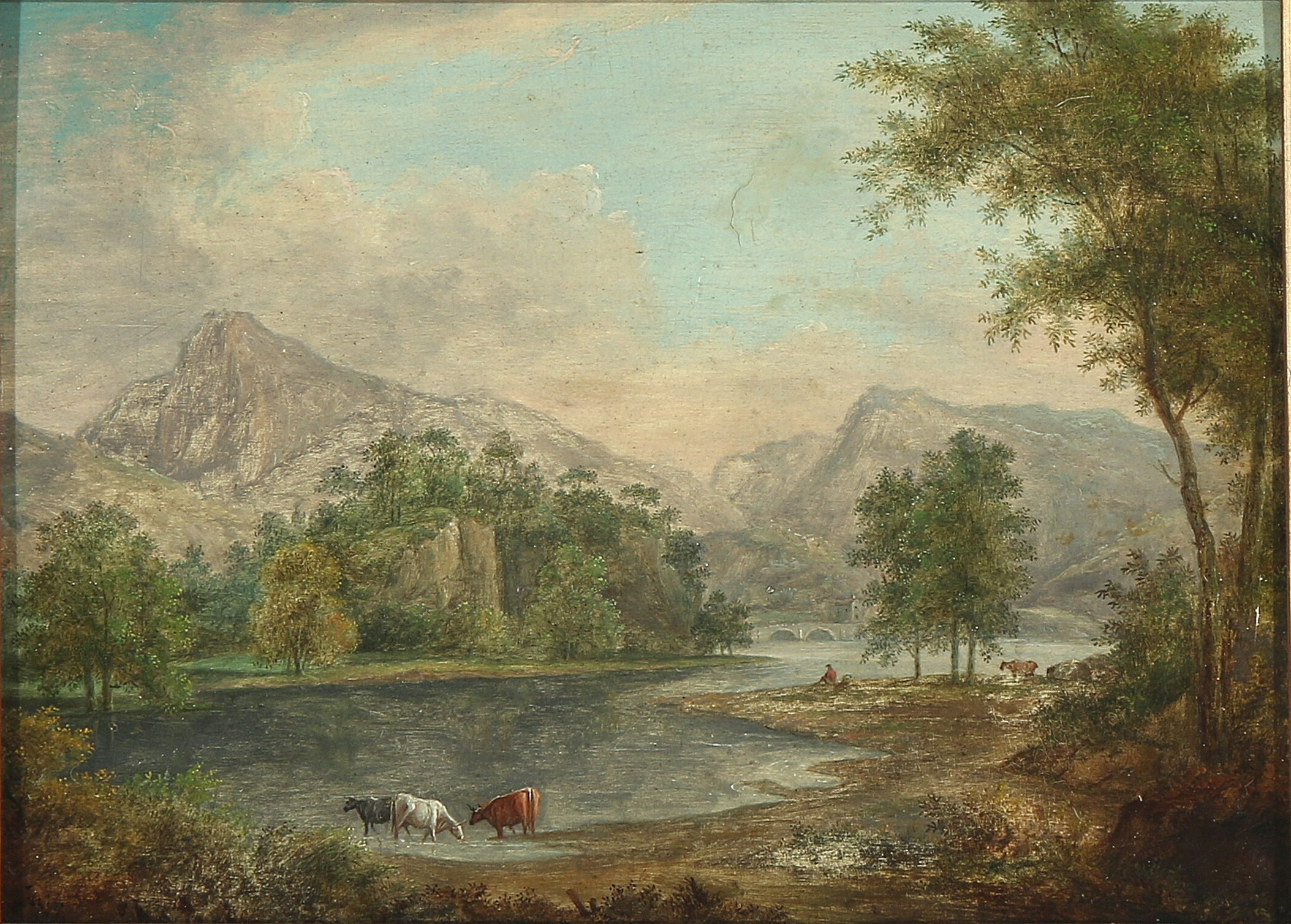
Un paysage de montagne avec un troupeau au bord de la rivière (1858) (collection privée).
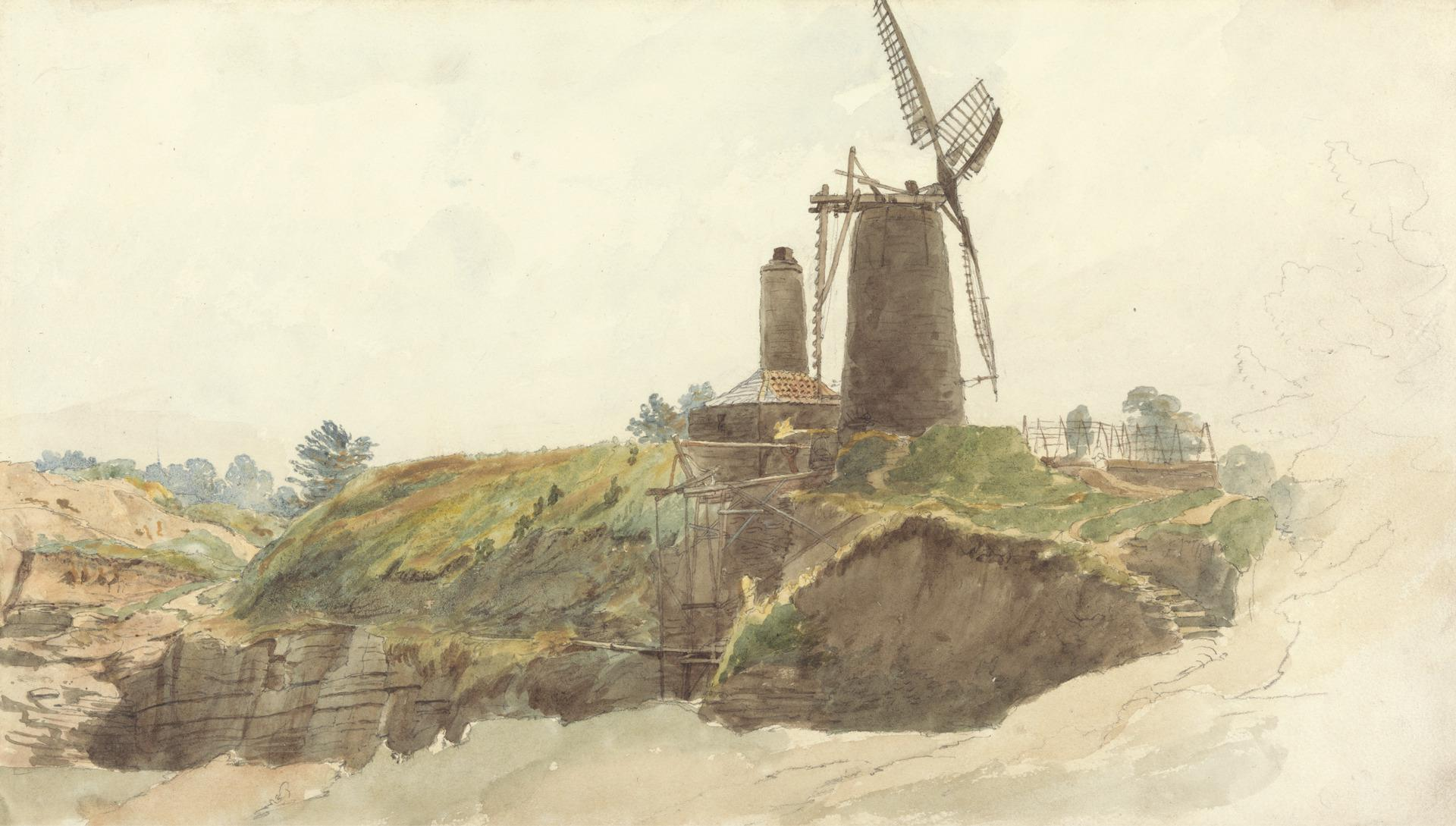
Aquarelle représentant un paysage avec un moulin à vent (Centre d'art britannique de Yale).
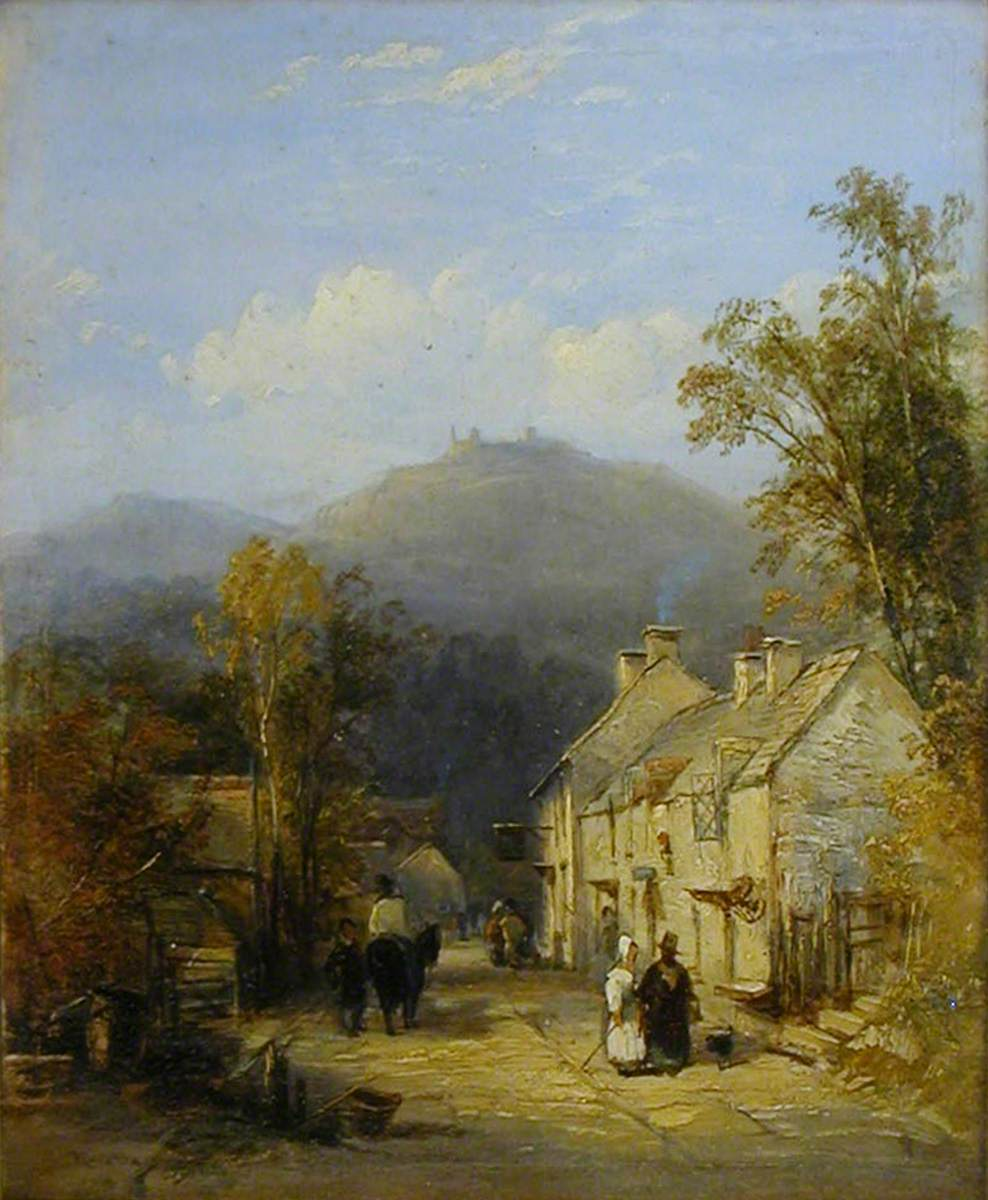
Scène de rue à Llangollen, pays de Galles (National Trust for Places of Historic Interest or Natural Beauty).